# عقد 790 هـ
عقد 790 هـ هو الفترة بين عام 790 إلى 799 في التقويم الهجري، أي العشر سنوات الأخيرة من القرن الثامن الهجري.